# Dineurodes
Dineurodes là một chi bướm đêm thuộc họ Geometridae.